# Скални гъби
Скалните гъби са естествено срещащи се скали, чиято форма поразително прилича на гъба.
Скалите се формират по няколко различни начина: от процесите на ерозията и изветрянето, от ледниково действие или от внезапно природно смущение.

## Галерия
- Скална гъба в Египет
- Скална гъба в Израел
- Скална гъба в САЩ
- Скални гъби в Кърджали